# Lomariopsis kunzeana
Lomariopsis kunzeana är en ormbunkeart som först beskrevs av Presl och Lucien Marcus Underwood, och fick sitt nu gällande namn av Holtt. Lomariopsis kunzeana ingår i släktet Lomariopsis och familjen Lomariopsidaceae. Inga underarter finns listade.